# Вулиця Миколи Євшана (Калуш)
Вулиця Миколи Євшана є важливою транспортною вулицею для Калуша, оскільки поєднує Середмістя з Новим Калушем.

## Розташування
Починається від перехрестя вулиць Євшана — Помаранчевої Революції — майдану Шептицького — бульвару Незалежності. До неї прилягають:

### зліва
- провулок Шкільний

### справа
- вулиця Руська
- вулиця Срібняка
- вулиця Бобинського

Вулиця Євшана завершується вулицею Січових Стрільців після перехрестя з вулицею Героїв України.

## Сьогодення
У 2023 році на лівому боці вулиці асфальтове покриття тротуарів замінене на бруківку. На фасаді Калуського ліцею №10 відкрили меморіальні дошки випускникам: 27-річному Роману Мердуху — солдату 1-го мінометного взводу 1-го мінометного батальйону 92-ої окремої механізованої бригади імені Кошового отамана Івана Сірка, загиблому біля села Мала Рогань, та 31-річному Костянтину Литвинчуку і 38-річному Романові Стехновичу, які були бійцями 79 батальйону 102 бригади Сил територіальної оборони ЗСУ імені полковника Дмитра Вітовського і віддали життя на Запоріжжі.

## Світлини

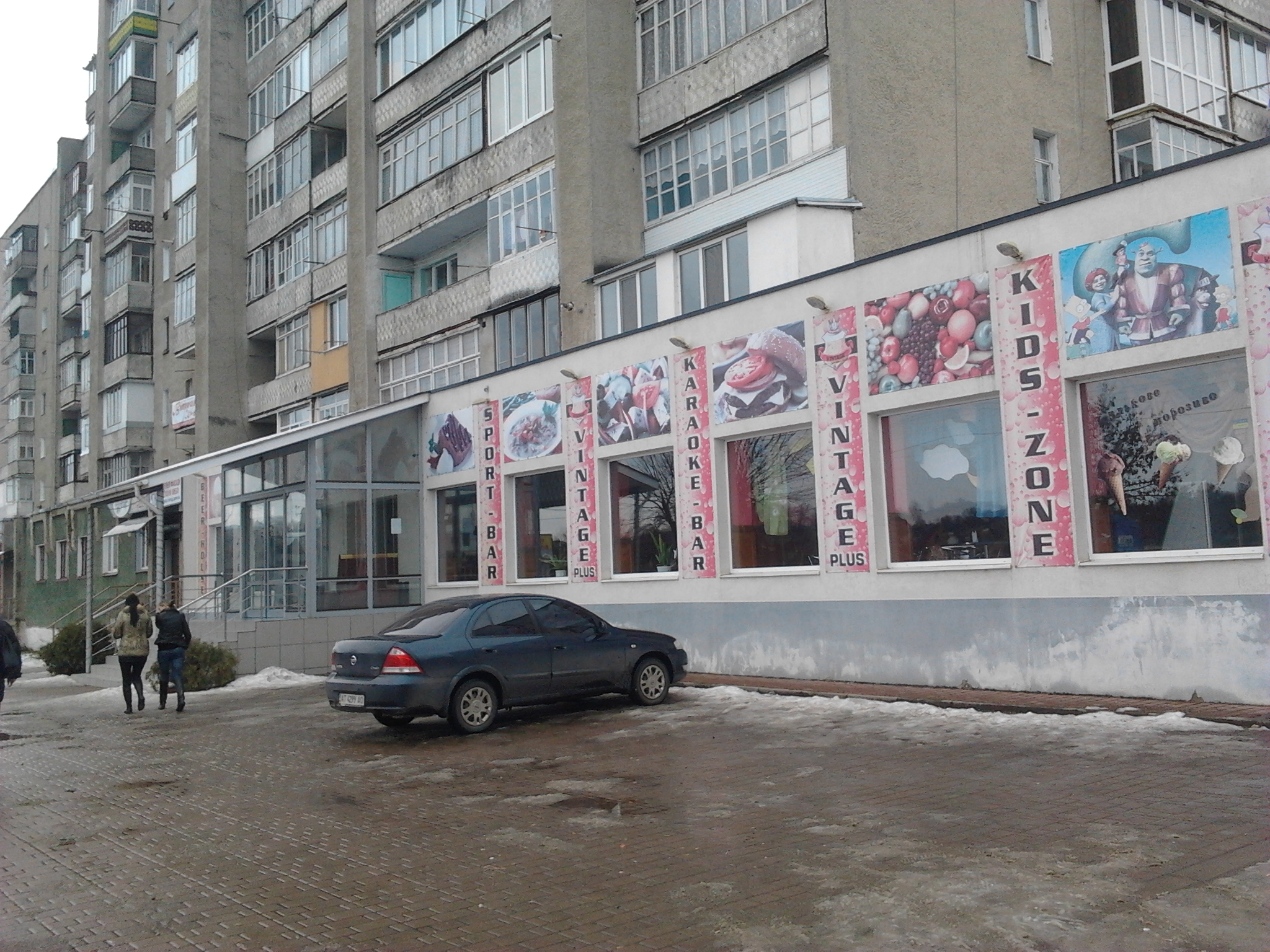
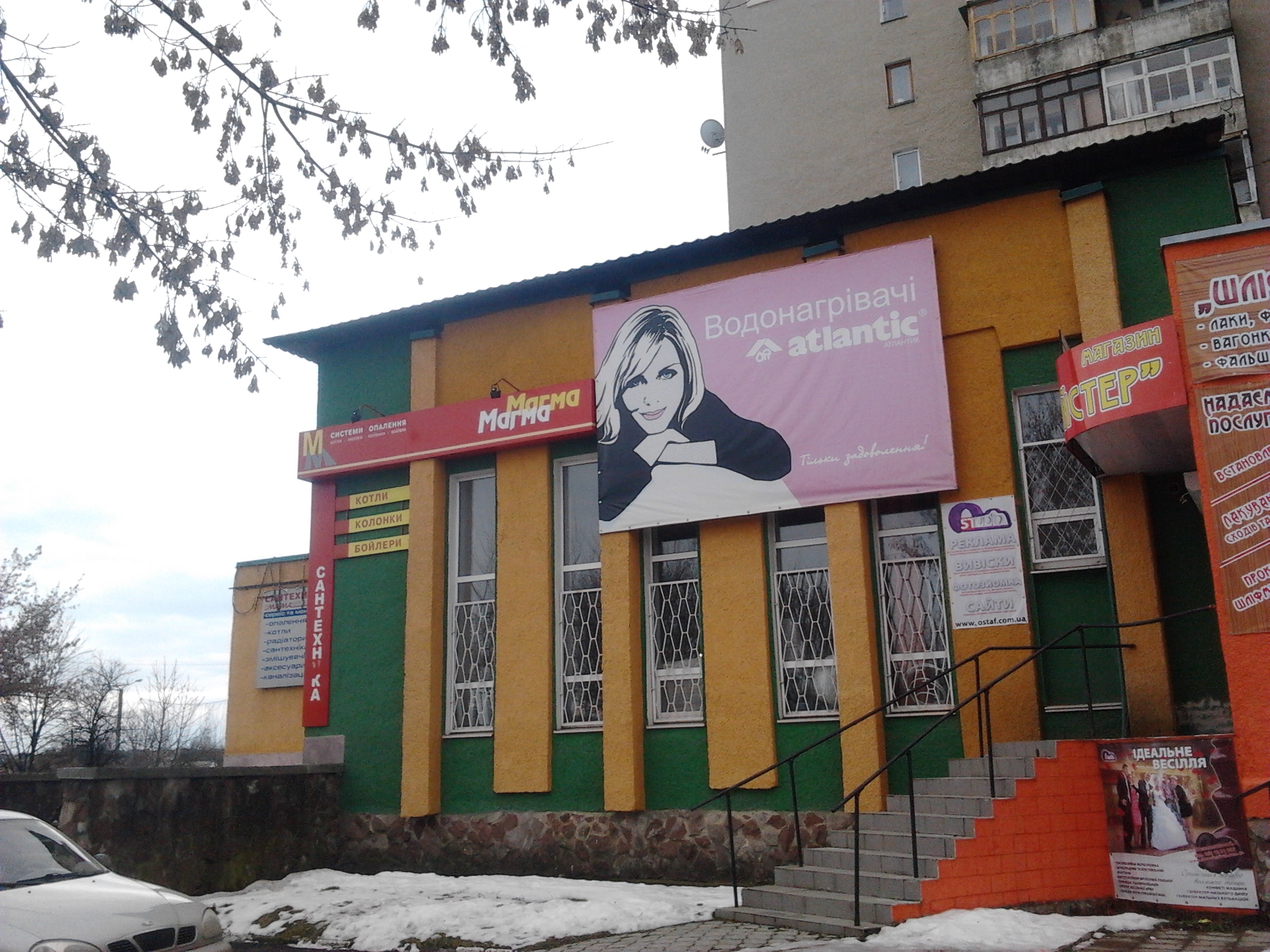
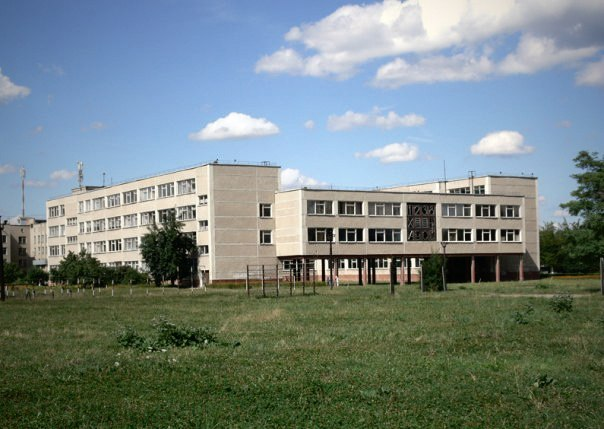
ЗОШ № 10